# Templo de María Auxiliadora
El Templo de María Auxiliadora, también conocido como Iglesia de María Auxiliadora o Capilla de María Auxiliadora, es un templo católico de la comunidad salesiana ubicado en el tradicional barrio de La Tola hacia el oriente del Centro Histórico de Quito. El templo está emplazado en el lado norte de la Unidad Educativa Salesiana Don Bosco, entre las calles Los Ríos y Don Bosco.
Fue construida a partir de 1900 por Jacinto Pankeri (también conocido como Jacinto Pancheri o Giacinto Pancheri) y dedicada a María Auxiliadora, reemplazando así una antigua capilla. dedicada a la Virgen del Rosario Fue terminada en 1912

## Historia

### Antecedentes

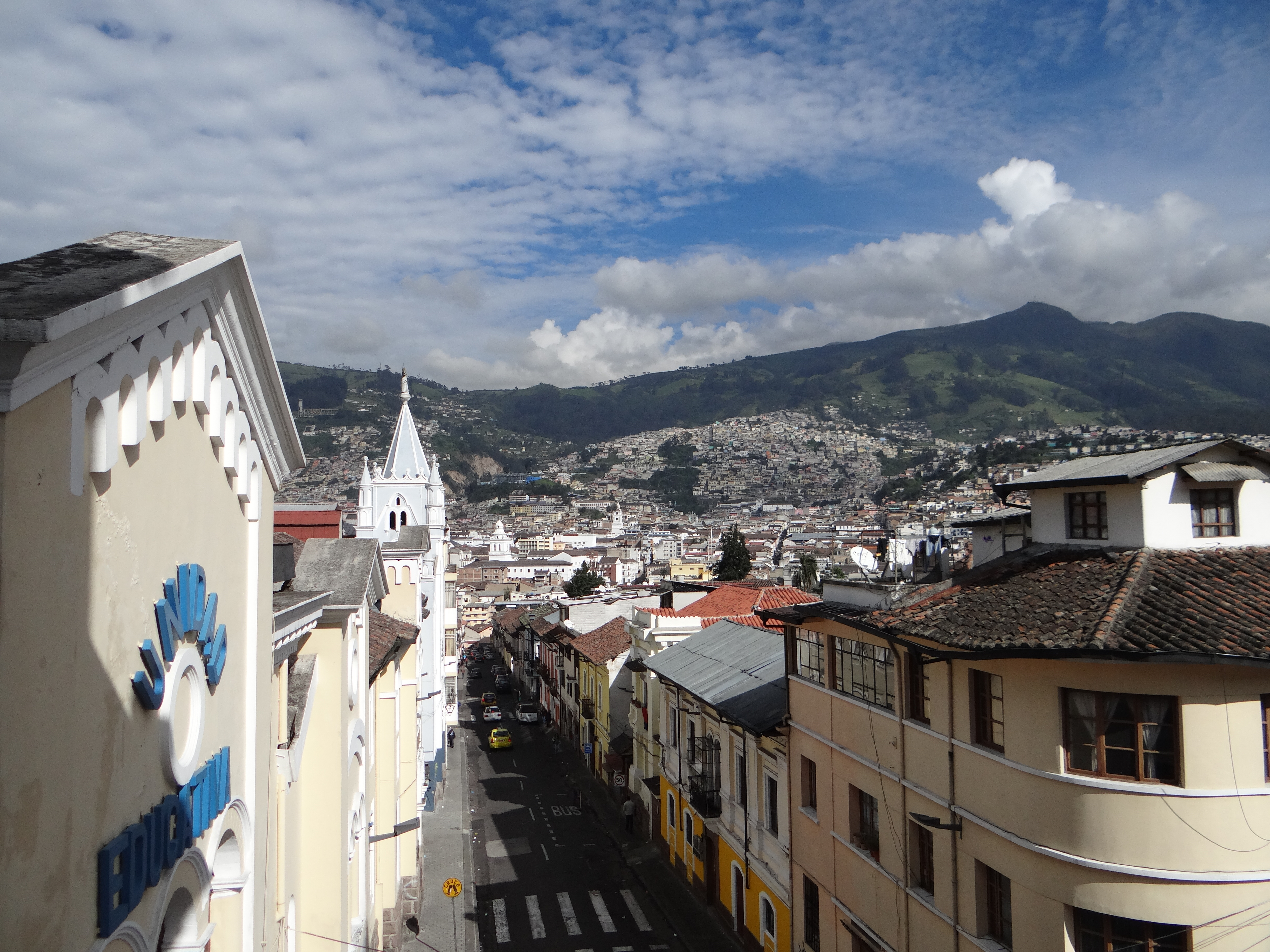
Calle Don Bosco desde la torre sur del templo. Al costado derecho: entrada principal del Colegio Don Bosco, la Iglesia Cristo Rey. Al fondo: algunas torres del Centro Histórico y el volcán Pichincha.

Gracias a las gestiones del presidente José María Plácido Caamaño y del arzobispo de Quito Monseñor José Ignacio Ordóñez, con San Juan Bosco un grupo de ocho hermanos salesianos bajo la dirección del padre Luis Calcagno partieron de Turín el 6 de diciembre de 1887 en dirección a Ecuador El 28 de enero de 1888 llegaron al país para instalarse en Quito Durante esta etapa se hicieron cargo del Protectorado Católico, que había sido fundado por el presidente García Moreno unas décadas atrás
El 7 de marzo de 1896 el padre Luis Calcagno adquirió por la cantidad de 8 500 sucres una propiedad ubicada en el oriente de la ciudad, estos terrenos venían además con una pequeña capilla dedicada a Nuestra Señora del Santísimo Rosario, El 30 de agosto de 1896 se fundó el Instituto Don Bosco que fue el primer edificio salesiano del país Para junio de 1896 se empezó a planear la construcción de una nueva iglesia para reemplazar la antigua capilla

### La nueva iglesia

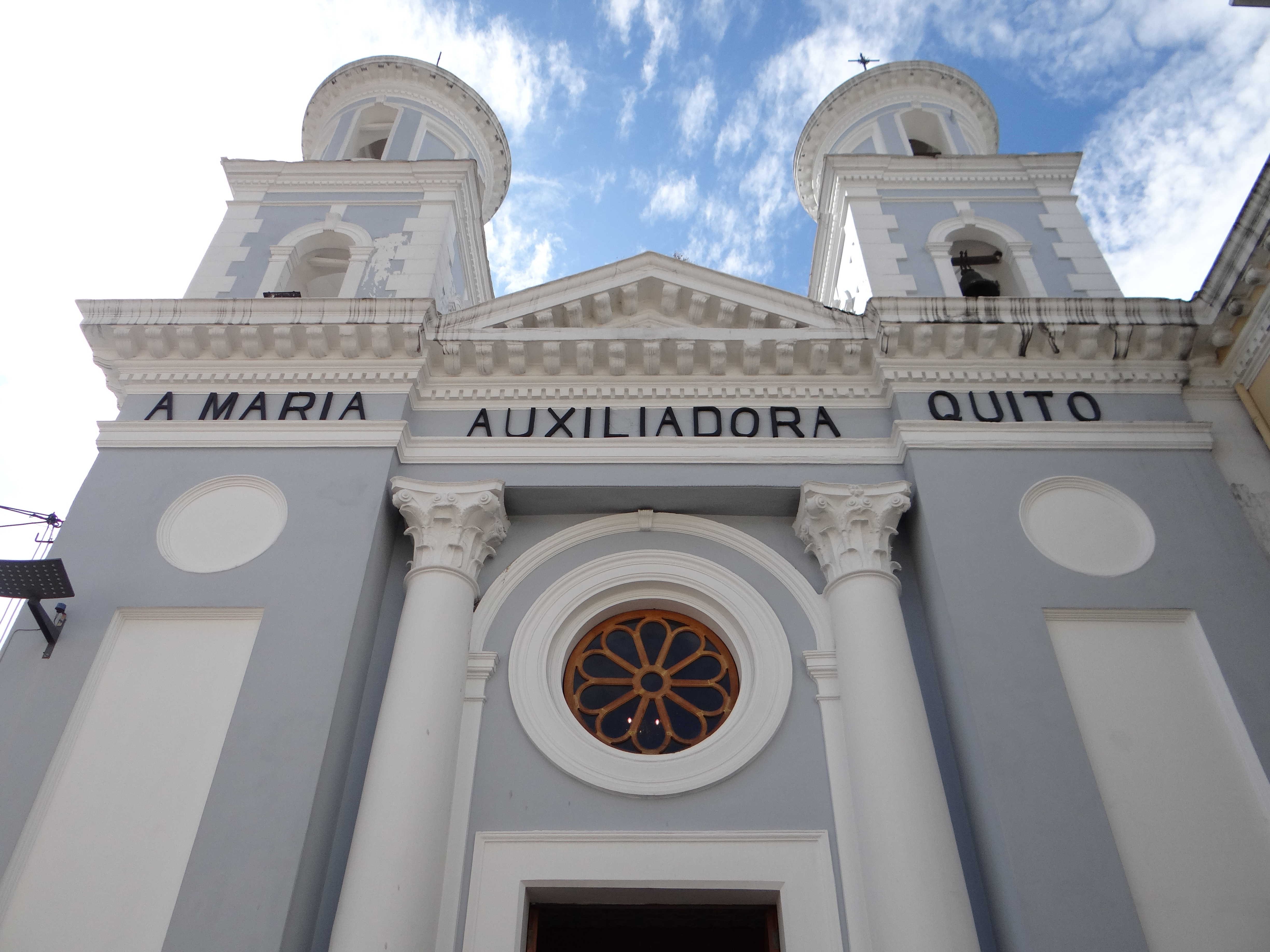
Fachada y torres

El proyecto para la nueva iglesia quedó a cargo de Jacinto Pankeri. Sin embargo, con el reciente triunfo de la Revolución Liberal (1895) y la consiguiente incautación de bienes y expulsión de la Comunidad Salesiana del país por parte del gobierno de Eloy Alfaro el proyecto sufrió varias demoras. Alfaro expulsó a la comunidad en agosto de 1896.
Tres años después, en 1899, el padre Guido Rocca regresó al país y los proyectos salesianos cobraron nuevo impulso. Finalmente, el 17 de julio de 1900 empieza la construcción de los cimientos de la nueva iglesia en el lugar donde se ubicaba la antigua capilla de Nuestra Señora del Santísimo Rosario De acuerdo a Miranda y Ochoa la cronología de construcción del templo es la siguiente:
- 17 de julio de 1900: cimientos.
- 1902, junio: se construyen las paredes y la cubierta del nuevo templo.
- 1903: se empieza a levantar las dos torres.
- 1904: concluye la primera etapa de construcción, el templo todavía no tiene ornamentos.
- 1906: comienzan los trabajos de la fachada y del alumbramiento eléctrico del interior.
- 1912, octubre: se retoma la edificación de la cúpula y se trabaja en la ornamentación interior de todo el templo. Finaliza la segunda etapa constructiva.

## Descripción
La estructura general del Templo de María Auxiliadora está inspirada en la Basílica de María Auxiliadora de Turín.
La iglesia está construida en ladrillo, adobe, piedra y algunos refuerzos metálicos que ayudan a mantener la integridad de su estructura.

### Exterior
La fachada es de estilo neoclásico y está compuesta de un tímpano que descansa sobre dos grandes columnas corintias, que a su vez se erigen sobre una pequeña escalinata. A sus lados se levantan dos torres donde están las campanas. El techo es de teja. Debido a su emplazamiento, el conjunto domina toda la calle Don Bosco.

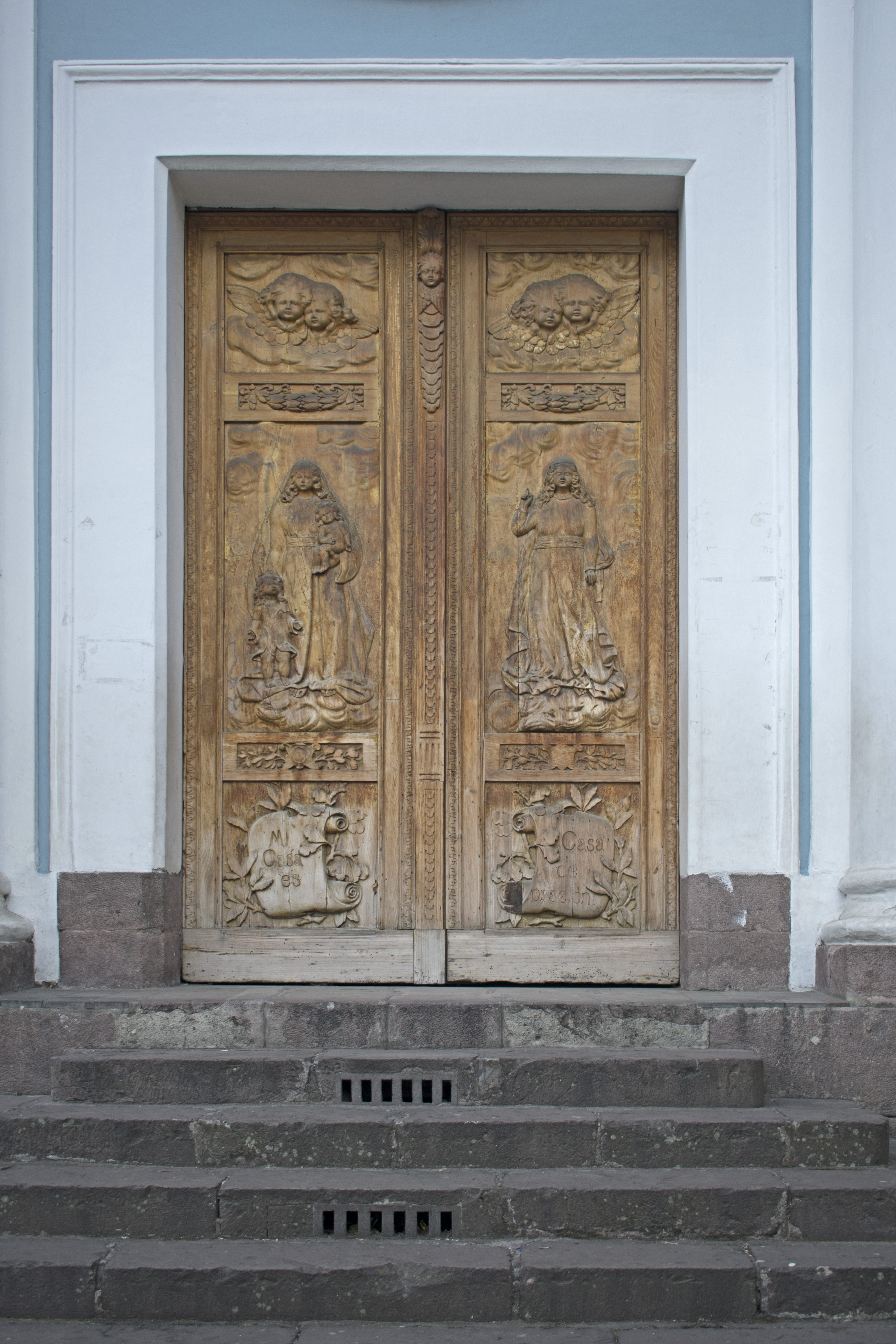
Portón
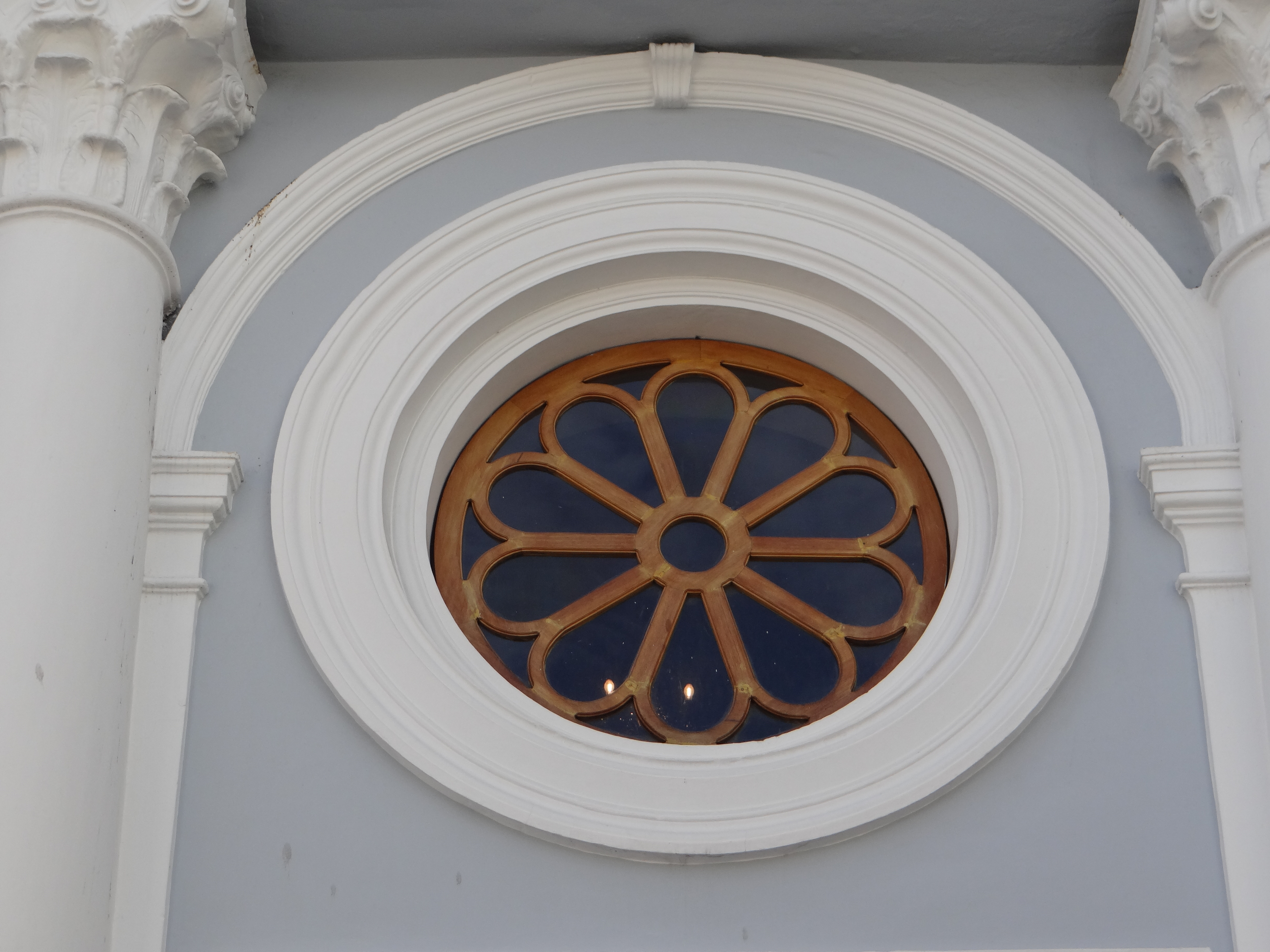
Rosetón
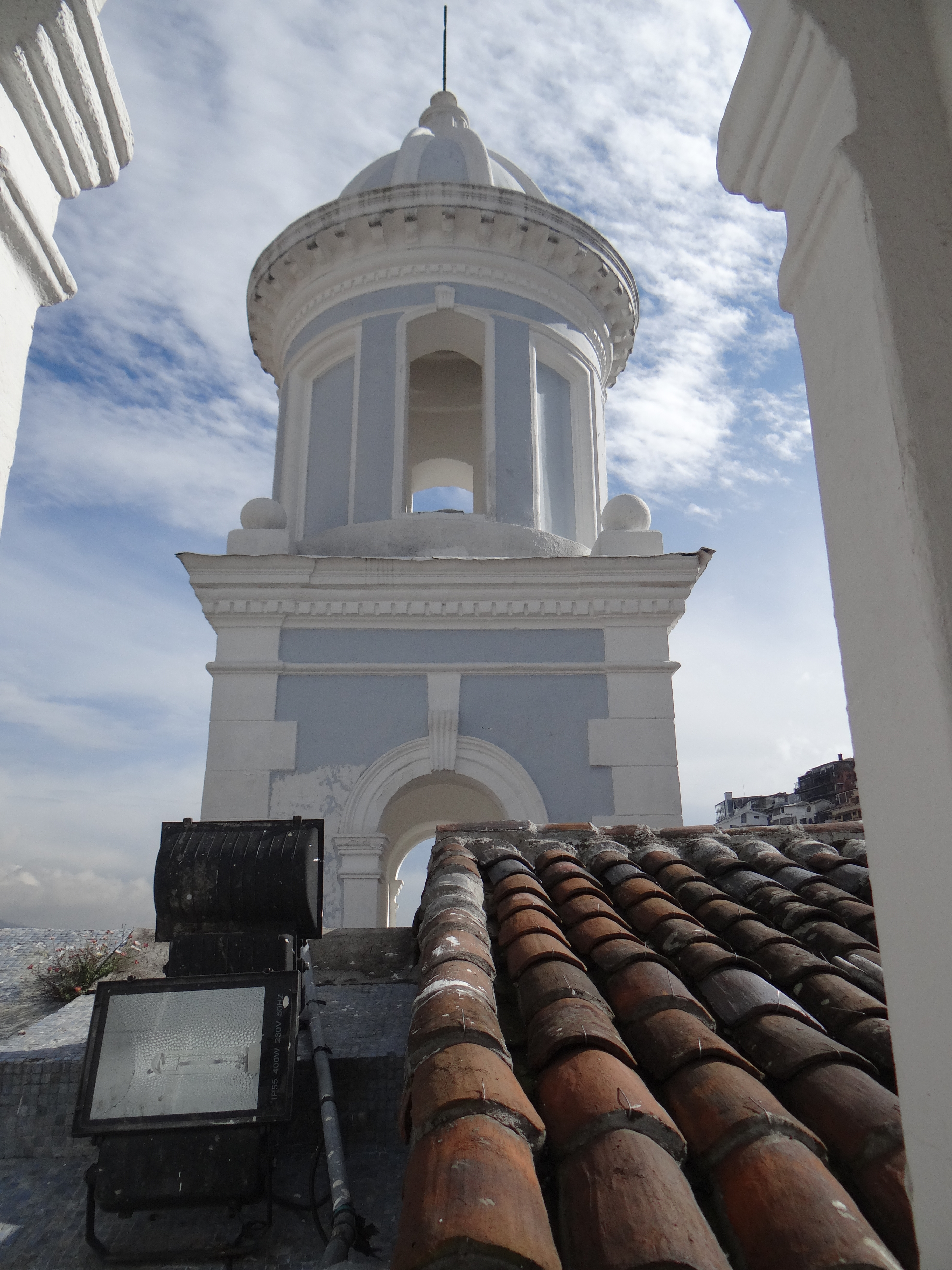
Torre norte
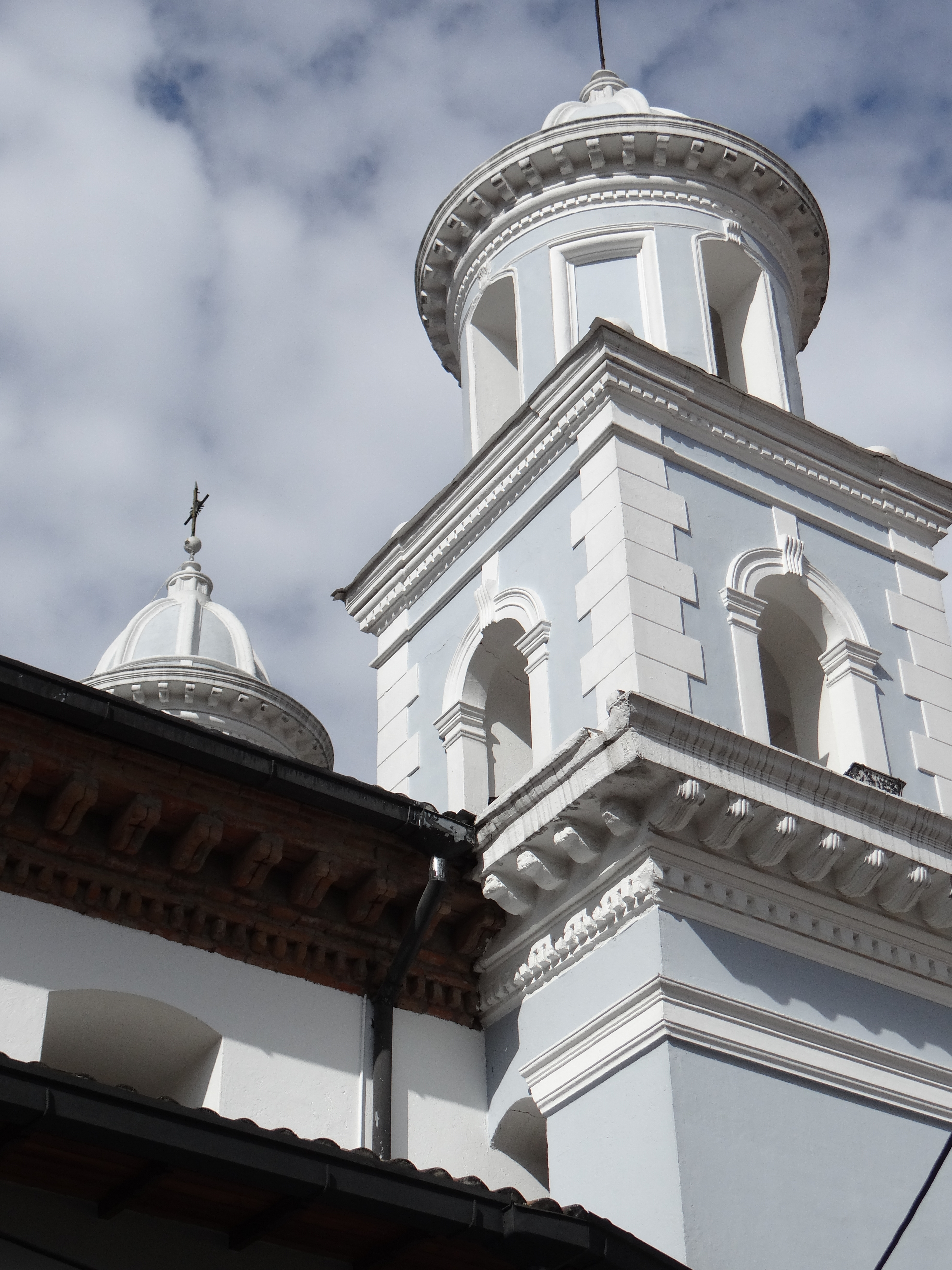
Torre norte
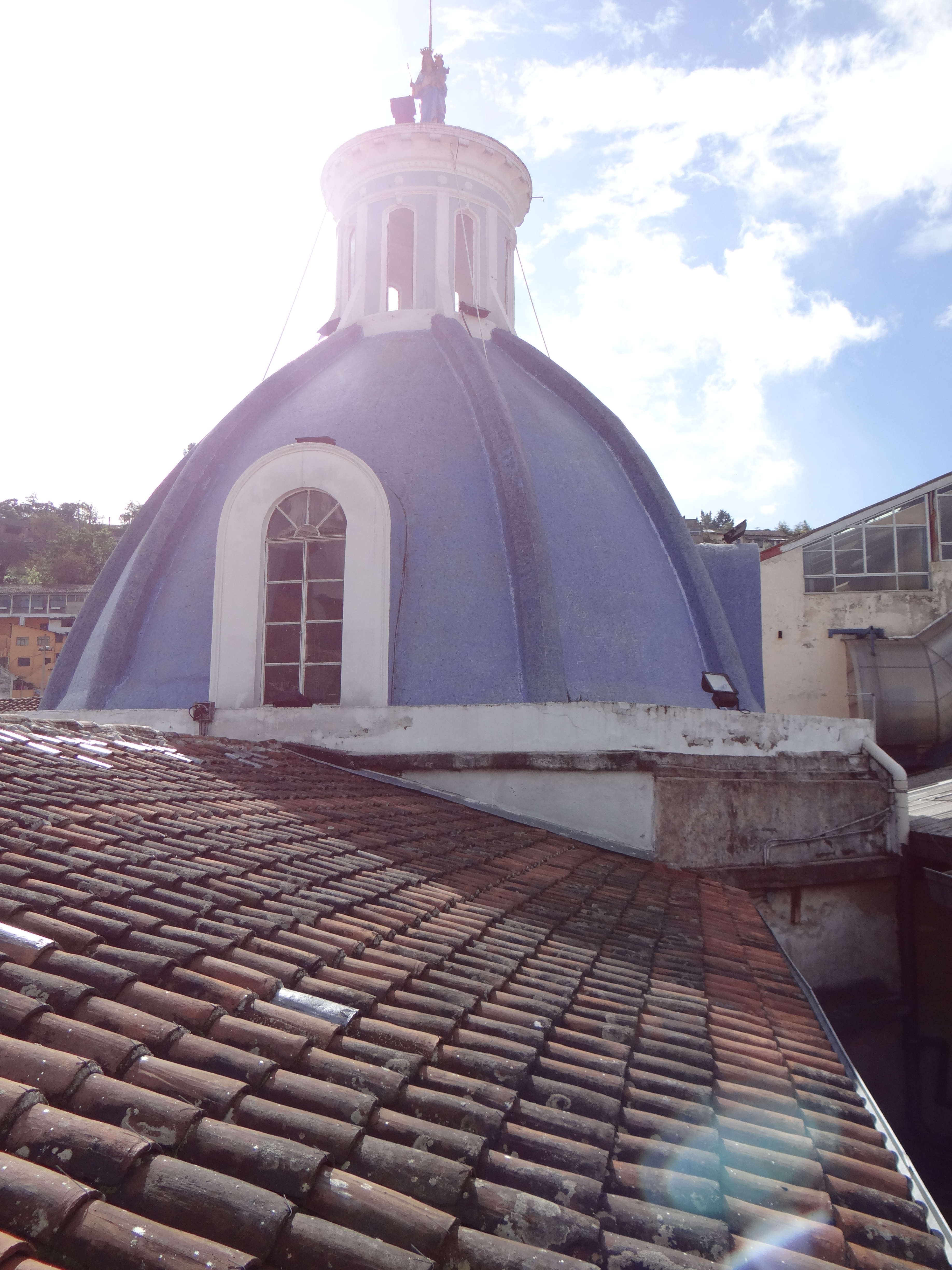
Cúpula vista desde la torre sur
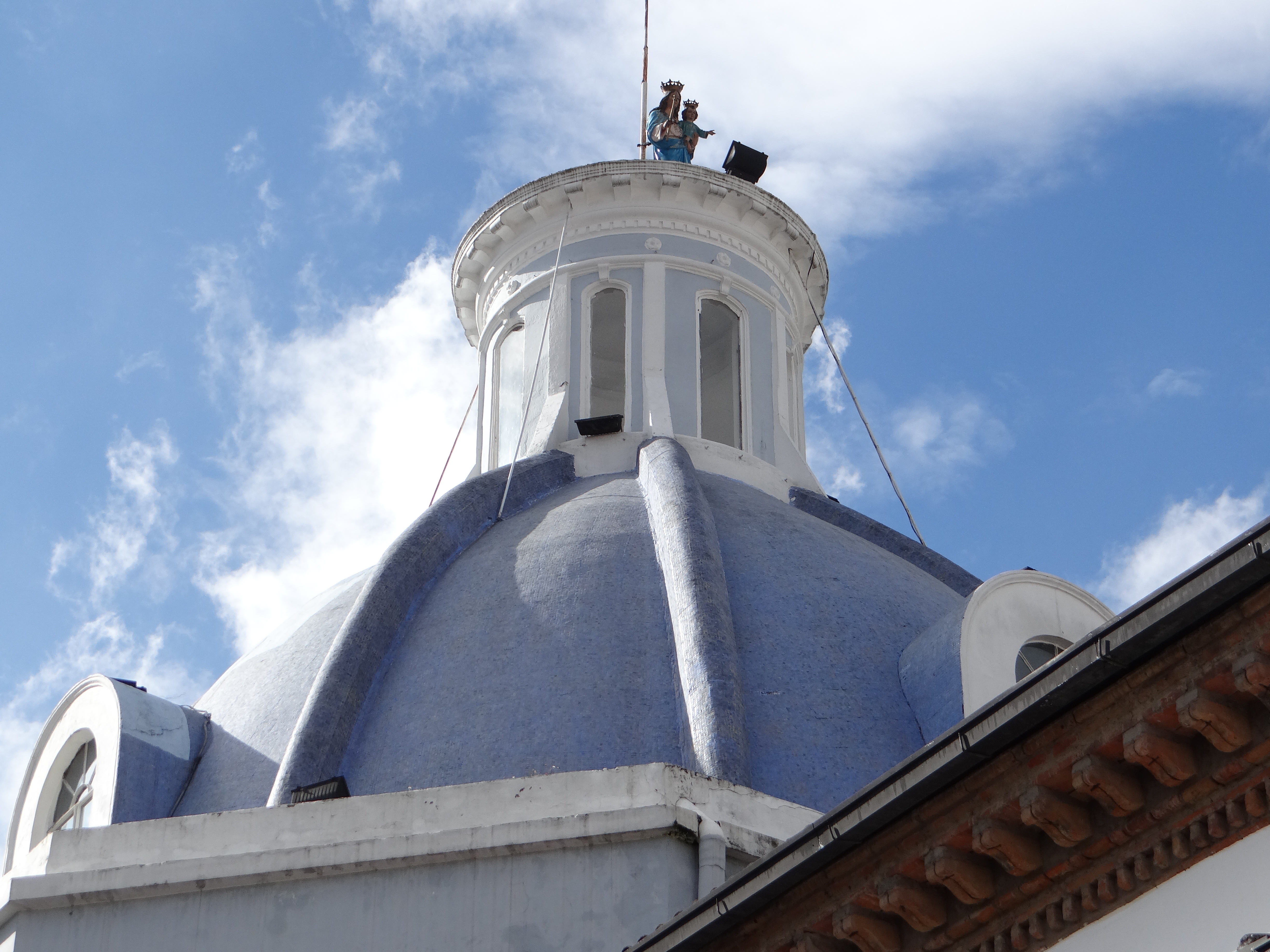
Cúpula, detalle

### Interior
El interior consiste en una sola nave de aprox. 12 m de altura. Debido a las estrechas dimensiones del templo, este carece de un verdadero crucero. De esta manera las columnas que delimitan las capillas están adosadas a las paredes y al mismo tiempo sostienen la cúpula. El cielorraso es de latón repujado mientras que el suelo está cubierto de baldosas. Sobre la entrada se eleva un coro trabajado en madera. El interior de la cúpula presenta pintura mural. 

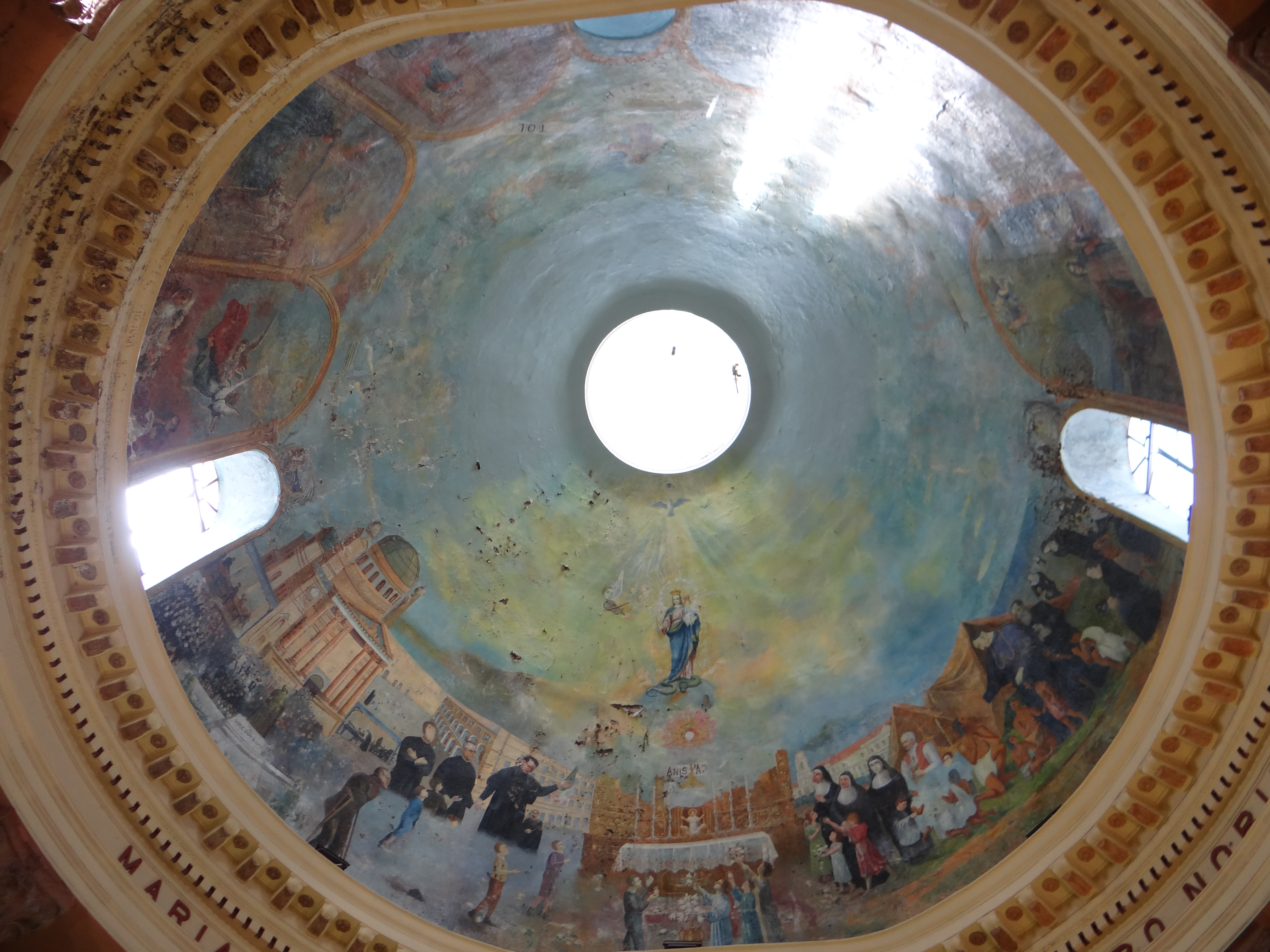
Cúpula, interior
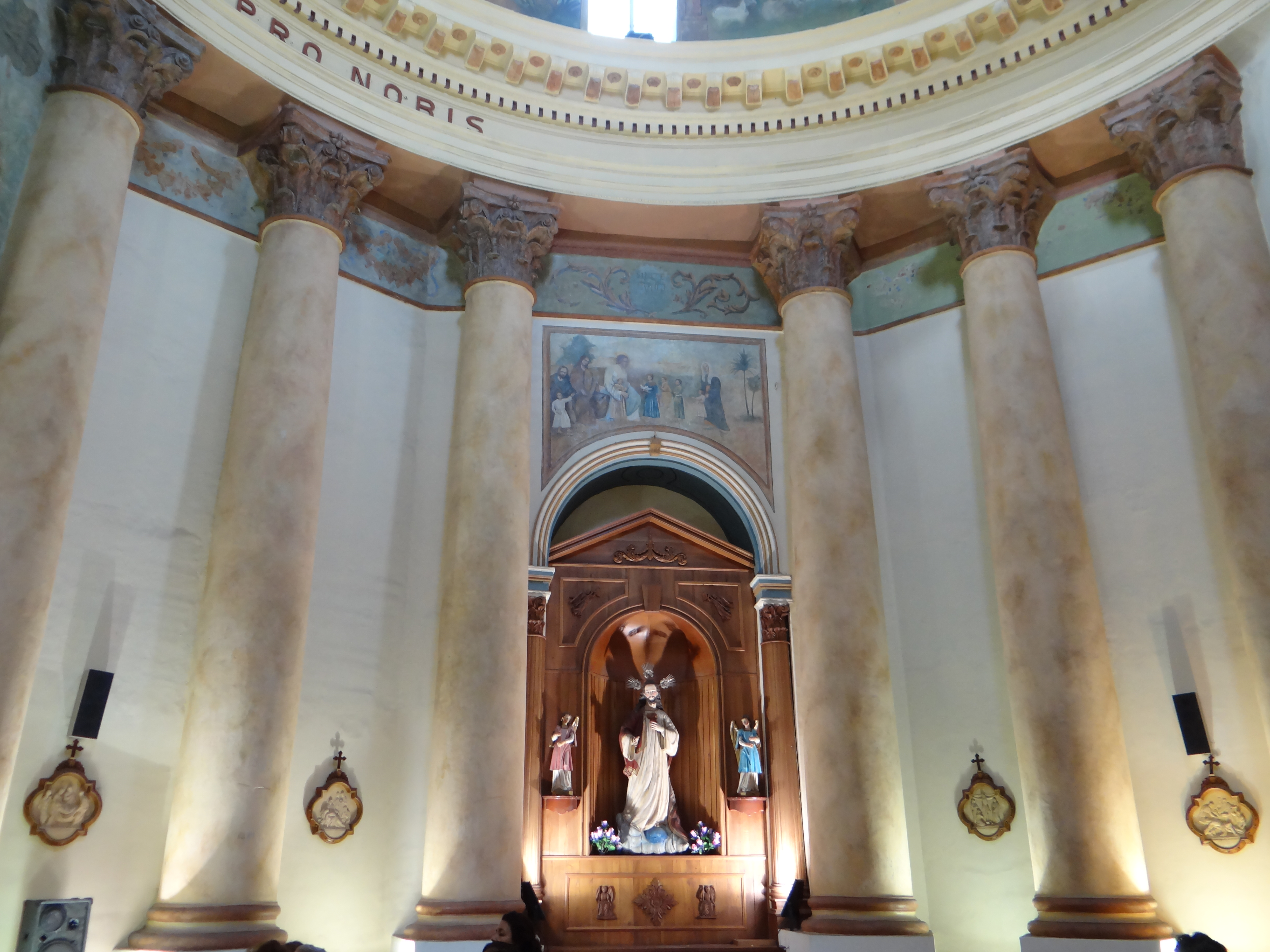
Capilla
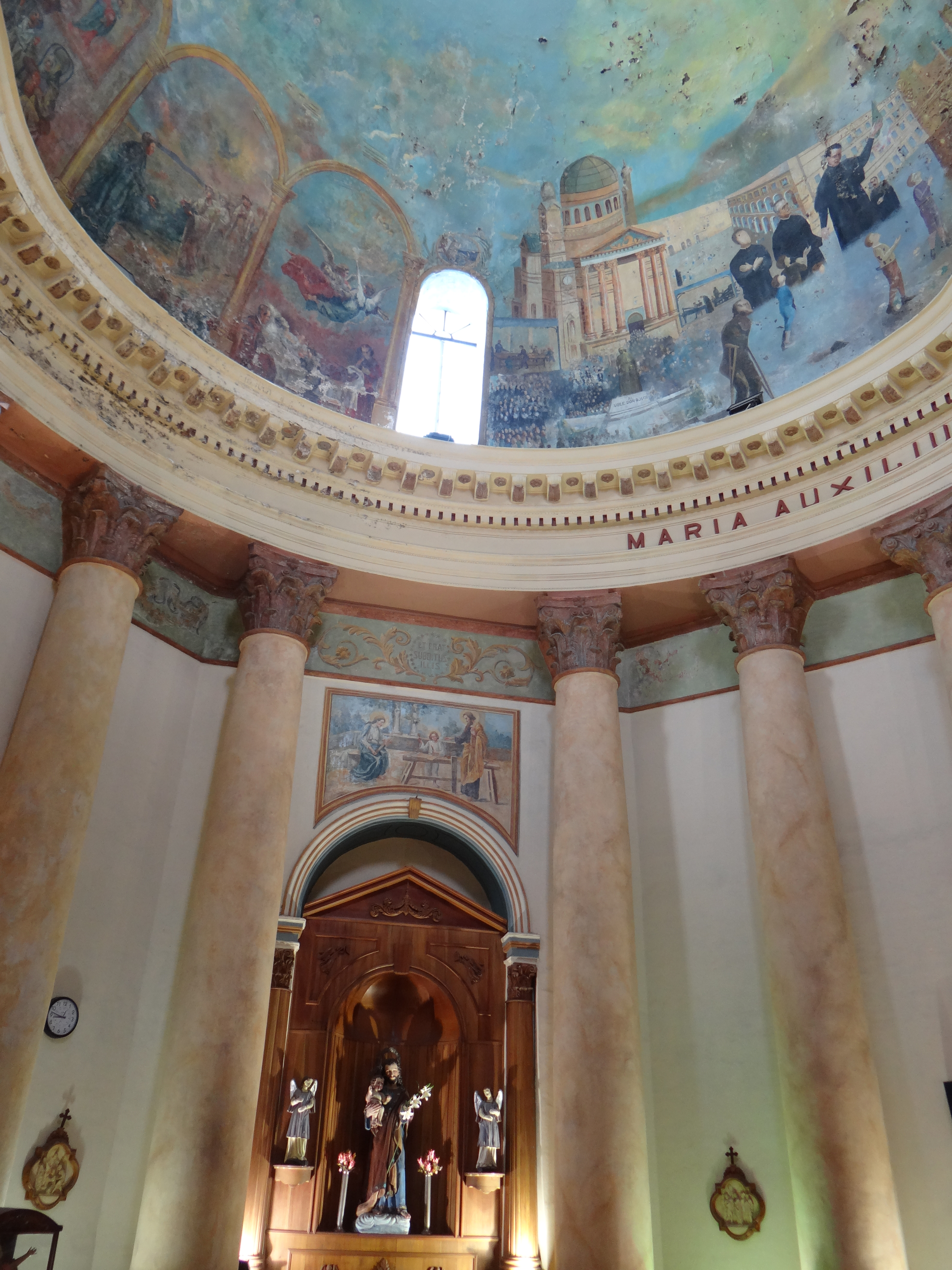
Capilla
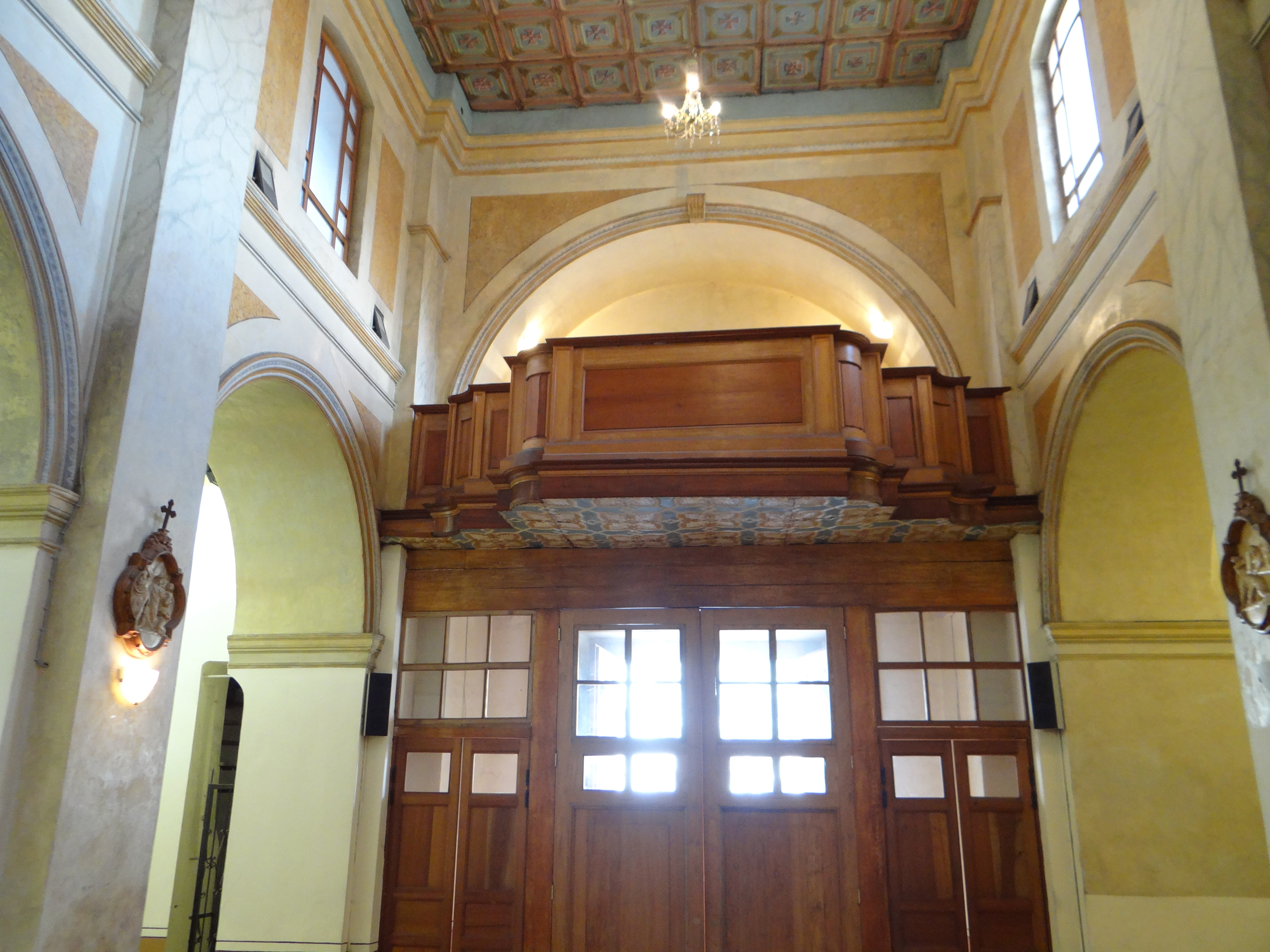
Coro alto
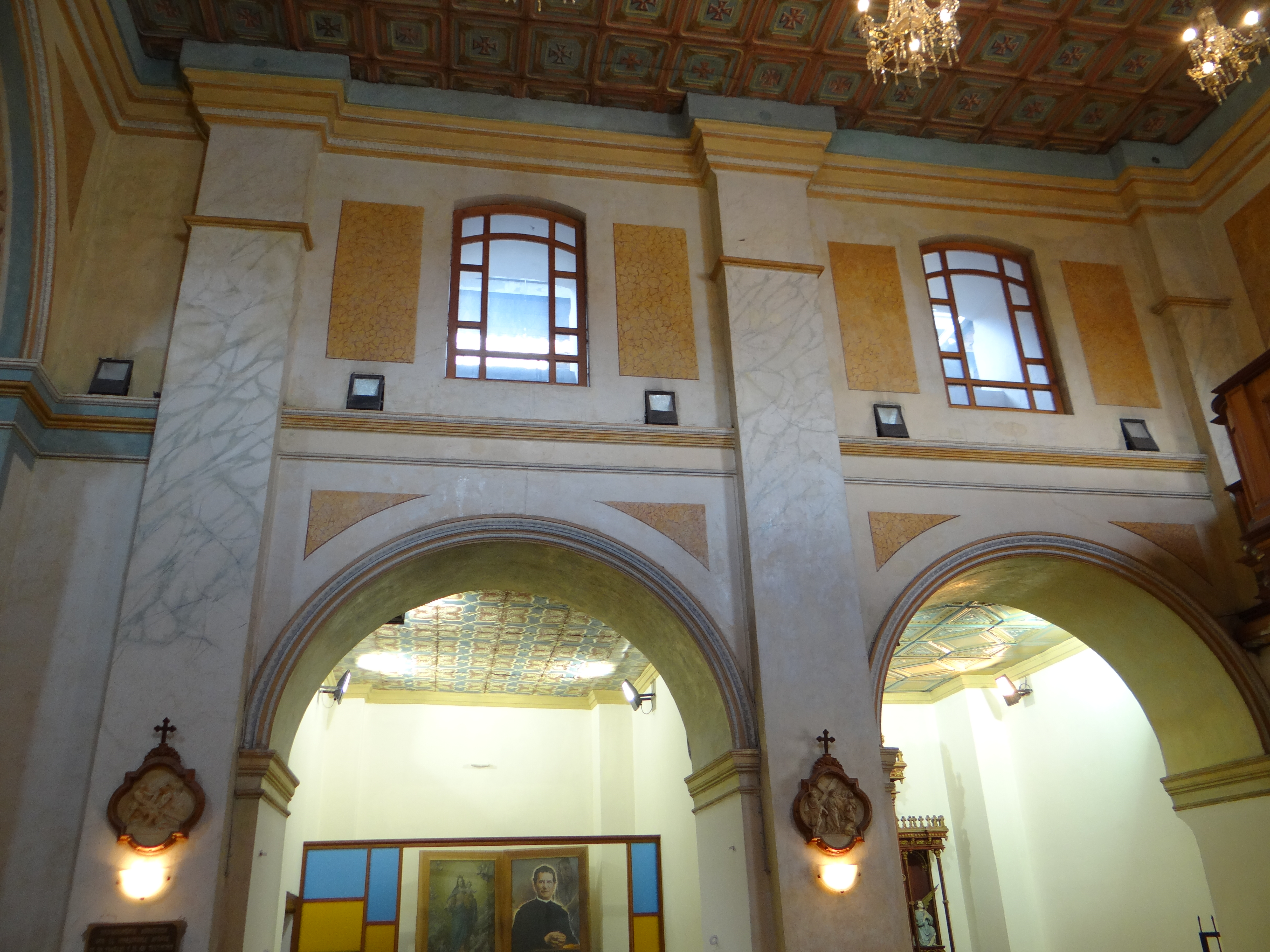
Interior
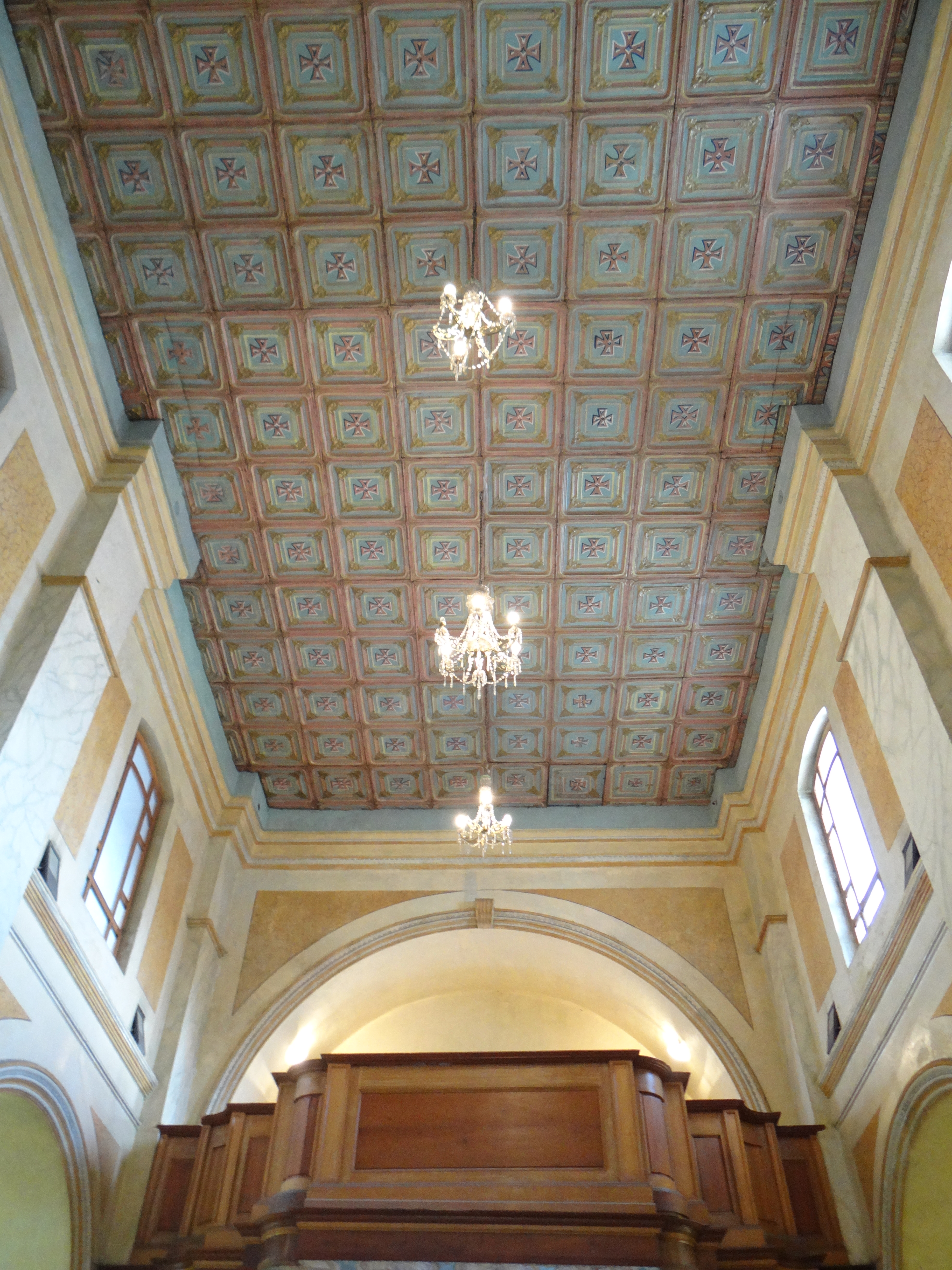
Cielorraso de latón
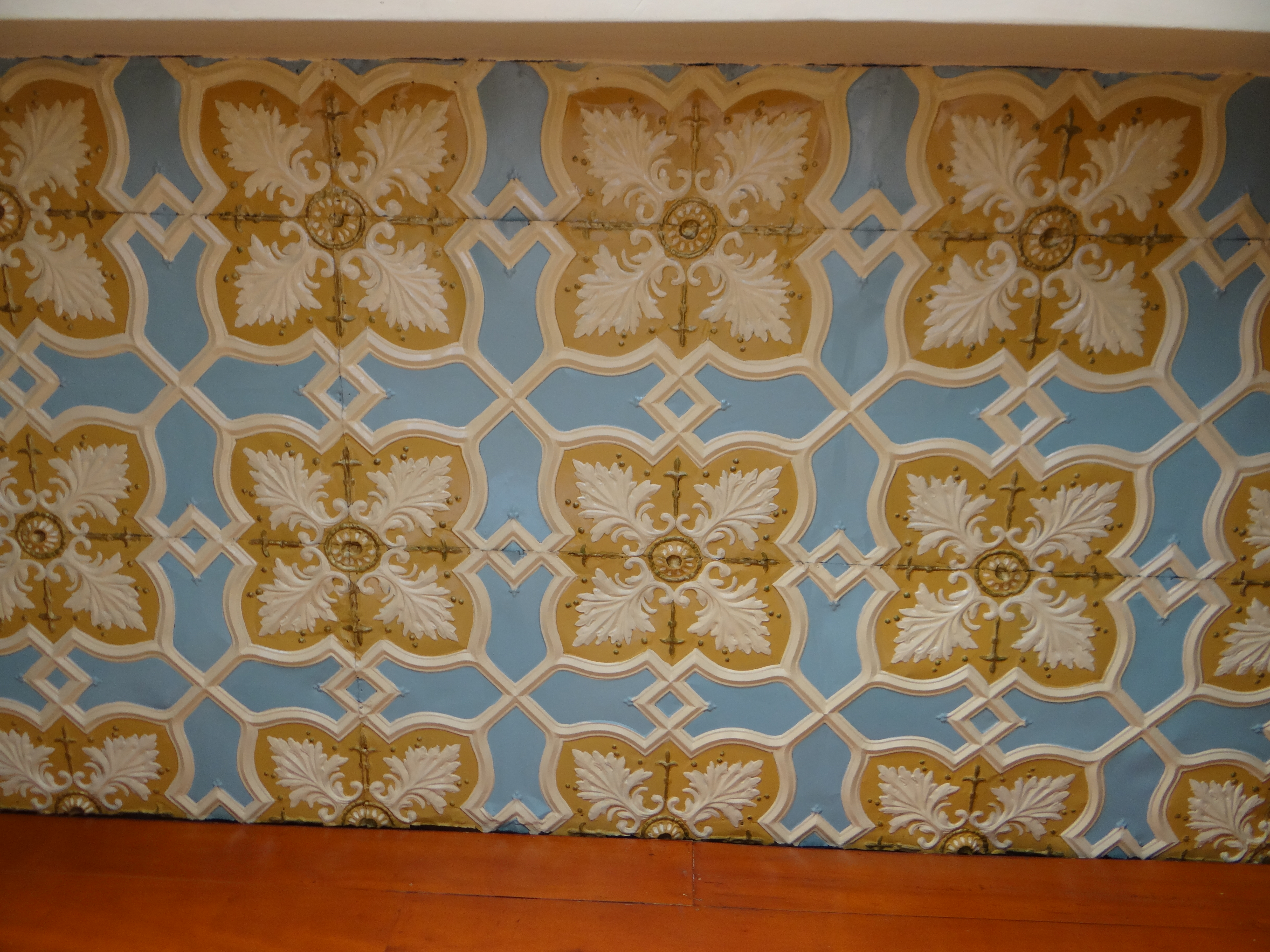
Cielorraso sobre la entrada del templo, detalle
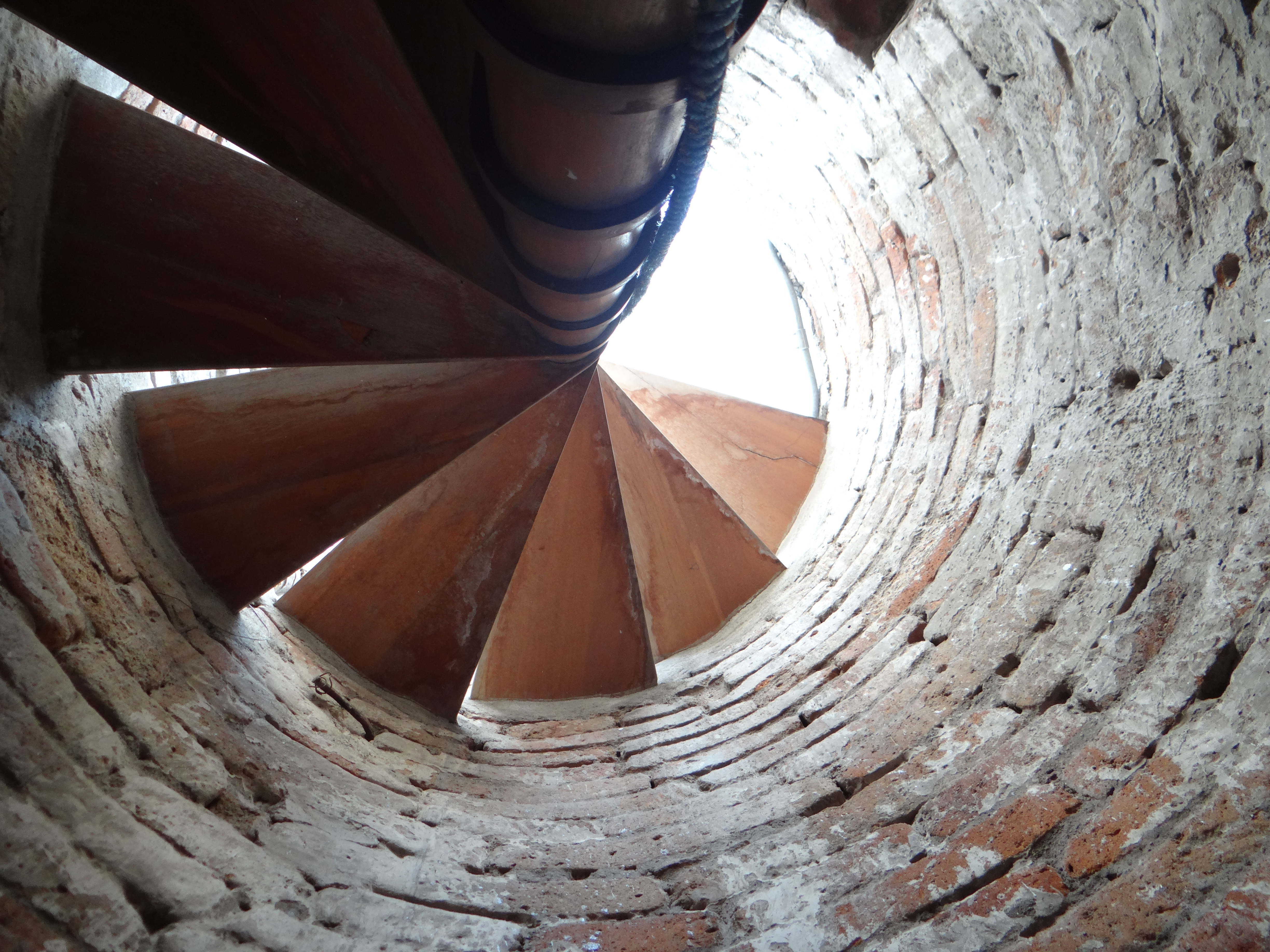
Escalera de caracol
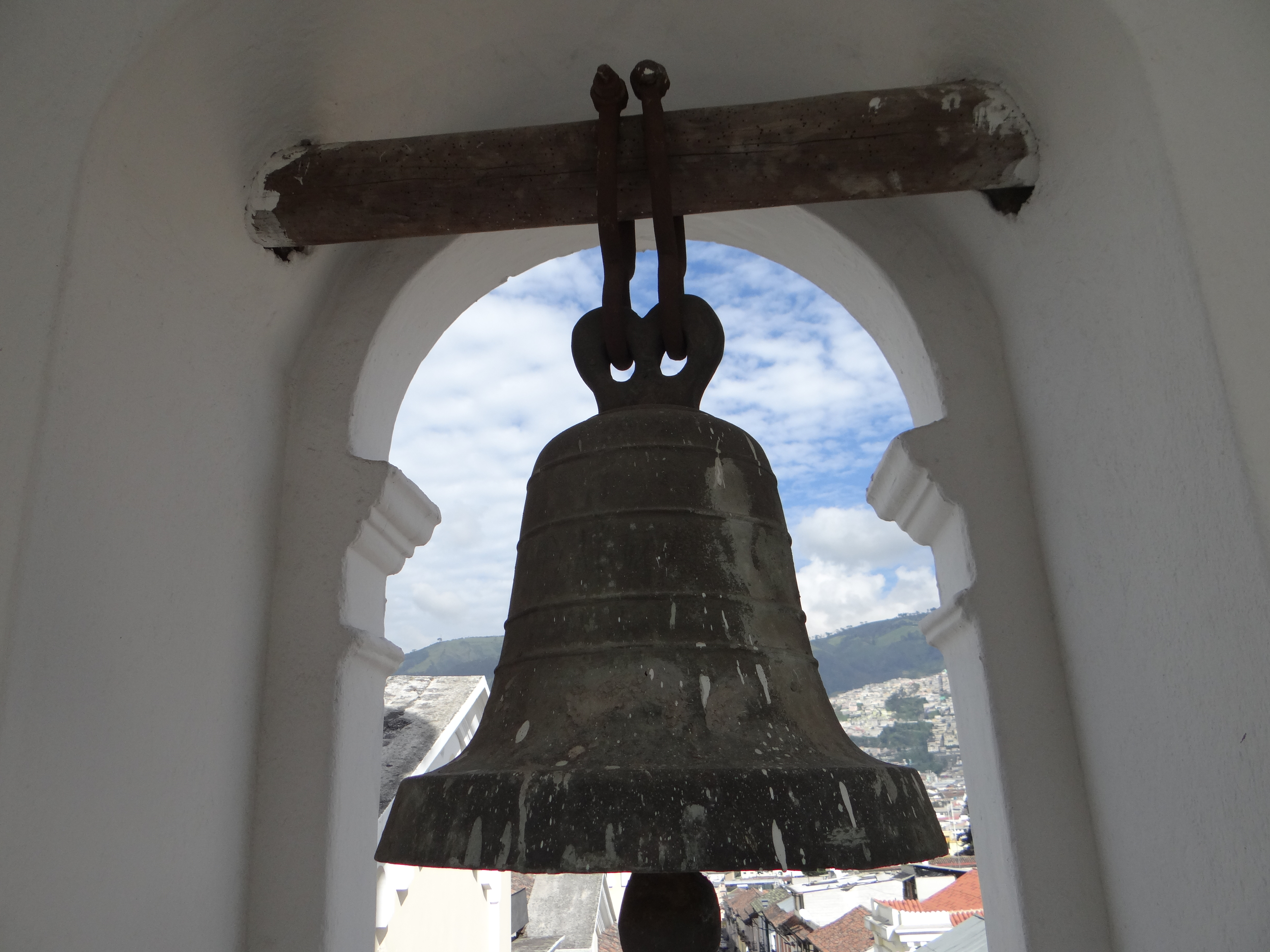
Campana, torre sur